# Skärmarbrink (Stockholms tunnelbana)
Skärmarbrink ist eine oberirdische Station der Stockholmer U-Bahn. Sie befindet sich im Stadtteil Johanneshov. Die Station wird von der Gröna linjen des Stockholmer U-Bahn-Systems bedient. Die  Station gehört zu den eher mäßig frequentierten Stationen des U-Bahn-Netzes. An einem normalen Werktag steigen hier 5.400 Pendler zu.
Die Station wurde am 1. Oktober 1950 unter dem Namen Hammarby als 5. Station der Tunnelbana in Betrieb genommen, als der erste Abschnitt der Tunnelbana zwischen Slussen–Hökarängen eingeweiht wurde. Die Station erhielt ihren jetzigen Namen jedoch erst 1958. Die Station liegt zwischen den Stationen Hammarbyhöjden (T17) bzw. Blåsut (T18) und Gullmarsplan. Bis zum Stockholmer Hauptbahnhof sind es etwa 4,5 km.

## Reisezeit
| Linie | bis Station   | Reisezeit | bis Station                    | Reisezeit          |
| T17   | Åkeshov       | 31 min    | Gamla stan Slussen T-Centralen | 6 min 7 min 11 min |
| T17   | Skarpnäck     | 9 min     | Gamla stan Slussen T-Centralen | 6 min 7 min 11 min |
| T18   | Alvik         | 24 min    | Gamla stan Slussen T-Centralen | 6 min 7 min 11 min |
| T18   | Farsta strand | 14 min    | Gamla stan Slussen T-Centralen | 6 min 7 min 11 min |